# Kondračská hora
Kondračská hora je nejvyšším vrcholem Stropnické pahorkatiny, severní části Novohradského podhůří zasahující na západě až k Malši a svým severozápadním výběžkem až k Českým Budějovicům. Jedná se výrazný kuželovitý vrch s balvanovými moři na svazích.

## Výhledy
Z vyhlídky na Kondračské hoře je vidět Českobudějovická pánev, Třeboňská pánev a Nové Hrady.

## Přístup
Po severním svahu Kondračské hory vede naučná stezka Krajinou humanity, z níž odbočuje neznačená cesta vedoucí k vysílači na vrcholu.